# Thomas Denman
Thomas Denman, född 27 juni 1733, död 26 november 1815, var en brittisk läkare.
Denman gjorde sig känd som en av Storbritanniens främsta förlossningsläkare. Han är framförallt känd för att ha varit den viktigaste förespråkaren för konstgjord förtidsbörd i samband med bäckenförträngning, en metod som tidigare föreslagits och praktiserats av Macaulay, men som fick sitt genombrott genom Denman.